# Belmont-Tramonet
Belmont-Tramonet är en kommun i departementet Savoie i regionen Auvergne-Rhône-Alpes i sydöstra Frankrike. Kommunen ligger i kantonen Le Pont-de-Beauvoisin som tillhör arrondissementet Chambéry. År 2022 hade Belmont-Tramonet 512 invånare.

## Befolkningsutveckling
Antalet invånare i kommunen Belmont-Tramonet
| Referens: INSEE |